# Vasilisa Marzaliuk
Vasilisa Marzaliuk –en bielorruso, Васіліса Марзалюк– (Lahoisk, 23 de junio de 1987) es una deportista bielorrusa que compite en lucha libre.
Ganó cuatro medallas en el Campeonato Mundial de Lucha entre los años 2011 y 2017, y seis medallas en el Campeonato Europeo de Lucha entre los años 2005 y 2018.
En los Juegos Europeos obtuvo dos medallas de oro, una en Bakú 2015 y otra en Minsk 2019. Participó en dos Juegos Olímpicos de Verano, Londres 2012 y Río de Janeiro 2016, ocupando en ambas ocasiones el quinto lugar.

## Palmarés internacional
| Campeonato Mundial | Campeonato Mundial         | Campeonato Mundial | Campeonato Mundial |
| Año                | Lugar                      | Medalla            | Categoría          |
| ------------------ | -------------------------- | ------------------ | ------------------ |
| 2011               | Estambul (Turquía)         | Medalla de bronce  | 72 kg              |
| 2012               | Edmonton (Canadá)          | Medalla de bronce  | 72 kg              |
| 2015               | Las Vegas (Estados Unidos) | Medalla de bronce  | 75 kg              |
| 2017               | París (Francia)            | Medalla de plata   | 75 kg              |
| Juegos Europeos    |                            |                    |                    |
| Año                | Lugar                      | Medalla            | Categoría          |
| 2015               | Bakú (Azerbaiyán)          | Medalla de oro     | 75 kg              |
| 2019               | Minsk (Bielorrusia)        | Medalla de oro     | 76 kg              |
| Campeonato Europeo |                            |                    |                    |
| Año                | Lugar                      | Medalla            | Categoría          |
| 2005               | Varna (Bulgaria)           | Medalla de plata   | 72 kg              |
| 2011               | Dortmund (Alemania)        | Medalla de plata   | 72 kg              |
| 2013               | Tiflis (Georgia)           | Medalla de bronce  | 72 kg              |
| 2014               | Vantaa (Finlandia)         | Medalla de plata   | 75 kg              |
| 2016               | Riga (Letonia)             | Medalla de bronce  | 75 kg              |
| 2018               | Kaspisk (Rusia)            | Medalla de bronce  | 76 kg              |